# Antigua Casa de Gobierno de Parramatta
La Antigua Casa de Gobierno de Parramatta fue una residencia de campo utilizada como hogar por los primeros diez gobernadores de Nueva Gales del Sur de 1800 a 1847. Se encuentra en Parramatta, a las afueras de Sídney, Australia. Es el edificio gubernamental más antiguo de Australia que se conserva. En 2010 fue declarada Patrimonio de la Humanidad por la Unesco como parte de los Sitios australianos de presidios, un conjunto de once edificios históricos que representan «el fenómeno de la deportación masiva de delincuentes y de la expansión de las potencias coloniales europeas mediante la explotación de mano de obra reclusa».

## Historia
Inicialmente la residencia del gobernador de Nueva Gales del Sur se instaló en el centro de Sídney. Sin embargo, las condiciones de inseguridad e insalubridad de la urbe motivaron al traslado de la residencia del gobernador a una casa de campo, alejada del centro de la ciudad. En 1799 el segundo gobernador de Nueva Gales del Sur, John Hunter, decidió adquirir una cabaña usada por el gobernador anterior, Arthur Phillip, para construir sobre ella una nueva residencia. La cabaña fue derribada y en el sitio se construyó un nuevo edificio.
El trabajo de construcción fue llevado a cabo por prisioneros deportados a Australia. La obra inicial fue concluida en 1810 y consistía de tres habitaciones. La vivienda fue expandida en 1815 por el gobernador Lachlan Macquarie para incorporar el segundo piso y dos pabellones de un solo piso en los extremos de la vivienda. Todo el recinto fue hecho con el estilo arquitectónico georgiano colonial, común en esa época en Australia. La casa fue amueblada con el estilo de la década de 1820.
El abandono de la Casa de Gobierno como residencia oficial se dio durante el mandato de Charles Augustus Fitzroy. Tras la muerte de su esposa en un accidente en diciembre de 1847, el gobernador decidió ya no volver a la Casa de Gobierno y ordenó clausurar el edificio. En 1850 se realizó un estudio a la vivienda, el cual señaló que requería de grandes trabajos de reparación debido a que la vivienda había sido invadido por termitas. En 1855 un nuevo estudio indicó que casi toda la madera de la vivienda estaba dañada por las termitas y necesitaba ser reemplazada. Se consideró que el costo de reparar el edificio superaba al costo de construir una nueva residencia.